# Marain
Marain je umjetni jezik kojim se koristi izmišljena Kultura (u izvorniku: The Culture) književnika Iaina M. Banksa. 
Kultura vjeruje (možda je dokazala ili na neki način učinila istinom) Sapir-Whorfovu hipotezu da jezik utječe na društvo, i Marain je napravio Kulturin hiperinteligentni Um za ispitati ovaj učinak.
Komentar u svezi s ovim je napravio pripovjedač u The Player of Games glede rodu svojstvenih zamjenica u engleskom jeziku.
Govornici maraina smatraju da je ovaj jezik estetski ugađajući i funkcionalno lijep.

## Vanjske poveznice
- Notes on Marain, the language of The Culture (by Iain Banks)  Arhivirana inačica izvorne stranice od 8. prosinca 2004. (Wayback Machine)